# Ford S-MAX
De Ford S-MAX is een grote MPV die geproduceerd wordt door Ford. De auto werd op het Autosalon van Genève van 2006 gepresenteerd. Hij is bedoeld als sportieve variant van de MPV's en past tussen de grote MPV Galaxy en de kleine MPV (Grand) C-MAX. De Ford S-MAX werd gemaakt in het Belgische Genk.
De S-MAX is gebaseerd op het Ford EUCD platform, dat ook voor de Ford Galaxy, Ford Mondeo en Mazda 6 wordt gebruikt. Verder zijn de nieuwere Volvo's V70/XC70, S60, V60 en de S80 erop gebaseerd.
De Ford S-MAX, die als Concept Car SAV genoemd werd, is een van de veiligste auto's voor inzittenden in zijn klasse. Deze auto met vier A-spijlen is een van de veiligste auto voor inzittenden bij een botsing in zijn klasse volgens de EuroNCAP botsproeven.
Het is een voorwiel aangesdreven MPV waar vele verschillende modellen van zijn uitgebracht
De auto werd eind 2006 benoemd tot Auto van het jaar 2007.
Hij is zowel leverbaar met handbak als met een automaat, ook met dubbele koppeling, de Powershift. Hij wordt zowel als vijf- als zevenzitter geleverd. Een reservewiel is niet leverbaar, zelfs niet in de vijfzitter.
In 2022 werd aangekondigd dat de stekker uit de Ford S-Max, Fiësta en Galaxy getrokken werd.